# Medalla del Punjab
La Medalla del Punjab (anglès:Punjab Medal) era una medalla de campanya instituïda per la Reina Victòria el 2 d'abril de 1849 i atorgada als oficials i tropa de l'Exèrcit Britànic i de l'Honorable Companyia de les Indies Orientals que van servir a la Campanya del Punjab de 1848-49, operacions que van acabar amb l'annexió del Pujab pels britànics.
Va ser atorgada a tots aquells que van servir al Punjab entre el 7 de setembre de 1848 i el 14 de març de 1849 (regiments 10è, 24è, 29è, 32è, 53è, 60è, 61è, 98è i 103è de Peu).

## Disseny
A l'anvers apareix el cap de la Reina Victòria amb una diadema i la llegenda "VICTORIA REGINA". Al revers apareix l'exèrcit Sikh rendint-se al Major General Sir Walter Gilbert, mentre que al fons es veuen les tropes de la Companyia de les Índies Oriental i la inscripció "ARMY OF THE PUNJAB" amb la data "MDCCCXLIX".
Penja d'un galó blau fosc amb les vores en groc.

## Barres
Es van aprovar 3 barres: 
- "MOOLTAN" – atorgada a les tropes que van participar en el setge de Multan (7 de setembre de 1848 – 22 de gener de 1849)
- "CHILIANWALA" – atorgada a les tropes sota el comandament de Lord Gough, que van derrotar l'exèrcit Sikh de Sher Singh i Lal Singh prop de Chillianwala (13 de gener de 1849)
- "GOOJERAT" – atorgada a les tropes Lord Gough, que van derrotar l'exèrcit Sikh de Sher Singh a Gujerat (21 de febrer de 1849)

, però només se'n podien lluir un màxim de dues.